# Relais 4 × 100 mètres féminin aux Jeux olympiques d'été de 2016 (athlétisme)
Pour un article plus général, voir Athlétisme aux Jeux olympiques d'été de 2016.
Navigation
Londres 2012 Tokyo 2020
L'épreuve du relais 4 × 100 mètres féminin aux Jeux olympiques de 2016 se déroule les 18 et 19 août 2016 au Stade olympique de Rio de Janeiro, au Brésil.

## Résultats

### Finale
| Rang               | Couloir | Pays              | Athlètes                                                                               | Temps | Notes |
| ------------------ | ------- | ----------------- | -------------------------------------------------------------------------------------- | ----- | ----- |
| Médaille d'or      | 1       | États-Unis        | Tianna Bartoletta, Allyson Felix, English Gardner, Tori Bowie                          | 41.01 | SB    |
| Médaille d'argent  | 6       | Jamaïque          | Christania Williams, Elaine Thompson, Veronica Campbell-Brown, Shelly-Ann Fraser-Pryce | 41.36 | SB    |
| Médaille de bronze | 5       | Grande-Bretagne   | Asha Philip, Desiree Henry, Dina Asher-Smith, Daryll Neita                             | 41.77 | NR    |
| 4                  | 4       | Allemagne         | Tatjana Pinto, Lisa Mayer, Gina Lückenkemper, Rebekka Haase                            | 42.10 |       |
| 5                  | 7       | Trinité-et-Tobago | Semoy Hackett, Michelle-Lee Ahye, Kelly-Ann Baptiste, Khalifa St. Fort                 | 42.12 | SB    |
| 6                  | 2       | Canada            | Farah Jacques, Crystal Emmanuel, Phylicia George, Khamica Bingham                      | 43.15 |       |
| 7                  | 3       | Nigeria           | Gloria Asumnu, Blessing Okagbare, Jennifer Madu, Agnes Osazuwa                         | 43.21 |       |
| —                  | 8       | Ukraine           | Olesya Povkh, Natalia Pohrebniak, Mariya Ryemyen, Yelyzaveta Bryzgina                  | DQ    |       |

### Séries
- Les 3 premières de chaque série (Q) et les 2 meilleurs temps (q) se qualifient pour la finale.

#### Série 1
| Rang | Couloir | Pays            | Athlètes                                                                  | Temps | Notes |
| ---- | ------- | --------------- | ------------------------------------------------------------------------- | ----- | ----- |
| 1    | 5       | Jamaïque        | Simone Facey, Sashalee Forbes, Veronica Campbell-Brown, Shelly-Ann Fraser | 41.79 | Q, SB |
| 2    | 7       | Grande-Bretagne | Asha Philip, Desiree Henry, Dina Asher-Smith, Daryll Neita                | 41.93 | Q     |
| 3    | 1       | Ukraine         | Olesya Povkh, Natalia Pohrebniak, Mariya Ryemyen, Yelyzaveta Bryzgina     | 42.49 | Q, SB |
| 4    | 4       | Canada          | Farah Jacques, Crystal Emmanuel, Phylicia George, Khamica Bingham         | 42.70 | q, SB |
| 4    | 6       | Chine           | Yuan Qiqi, Wei Yongli, Ge Manqi, Liang Xiaojing                           | 42.70 |       |
| 6    | 3       | Pays-Bas        | Jamile Samuel, Dafne Schippers, Tessa van Schagen, Naomi Sedney           | 42.88 |       |
| 7    | 8       | Pologne         | Ewa Swoboda, Marika Popowicz-Drapala, Klaudia Konopko, Anna Kielbasinska  | 43.33 |       |
| 8    | 2       | Ghana           | Flings Owusu-Agyapong, Gemma Acheampong, Beatrice Gyaman, Janet Amponsah  | 43.37 |       |

#### Série 2
| Rang | Couloir | Pays              | Athlètes                                                                   | Temps | Notes    |
| ---- | ------- | ----------------- | -------------------------------------------------------------------------- | ----- | -------- |
| 1    | 7       | Allemagne         | Tatjana Pinto, Lisa Mayer, Gina Lückenkemper, Rebekka Haase                | 42.18 | Q        |
| 2    | 8       | Nigeria           | Gloria Asumnu, Blessing Okagbare, Jennifer Madu, Agnes Osazuwa             | 42.55 | Q, SB    |
| 3    | 1       | Trinité-et-Tobago | Semoy Hackett, Michelle-Lee Ahye, Kelly-Ann Baptiste, Khalifa St. Fort     | 42.62 | Q, SB    |
| 4    | 4       | France            | Floriane Gnafoua, Céline Distel-Bonnet, Jennifer Galais, Stella Akakpo     | 43.07 |          |
| 5    | 5       | Suisse            | Ajla Del Ponte, Sarah Atcho, Ellen Sprunger, Salomé Kora                   | 43.12 |          |
|      | 6       | Kazakhstan        | Rima Kashafutdinova, Viktoriya Zyabkina, Yuliya Rakhmanova, Olga Safronova | DQ    | R 163.3a |
|      | 3       | Brésil            | Bruna Farias, Franciela Krasucki, Kauiza Venancio, Rosangela Santos        | DQ    | R 163.2a |
|      | 2       | États-Unis        | Tianna Bartoletta, Allyson Felix, English Gardner, Morolake Akinosun       | DNF   |          |

#### Série 3 spéciale
| Rang | Couloir | Pays       | Athlètes                                                             | Temps | Notes |
| ---- | ------- | ---------- | -------------------------------------------------------------------- | ----- | ----- |
| 1    | 2       | États-Unis | Tianna Bartoletta, Allyson Felix, English Gardner, Morolake Akinosun | 41.77 | q     |

## Légende
Records et Performances
- AR : Record continental (area record)
- CR : Record des championnats (championship record)
- MR : Record du meeting (meet record)
- NR : Record national (national record)
- OR : Record olympique (olympic record)
- PR : Record paralympique (paralympic record)
- PB : Record personnel (personal best)
- SB : Meilleure performance personnelle de la saison (season's best)
- WL : Meilleure performance mondiale de l'année (world leader)
- WJR : Record du monde junior (world junior record)
- WR : Record du monde (world record)

Circonstances et Conditions
- DNF : N'a pas terminé (did not finish)
- DNS : N'a pas pris le départ (did not start)
- DQ : Disqualification (disqualification)
- NM : Aucun essai valable enregistré (No Mark)
- Q : Qualifié « directement » au prochain tour (ou à la prochaine compétition), lors d'une compétition majeure, grâce au classement ou à la réalisation des minima (automatic qualifier)
- q : Qualifié au prochain tour (ou à la prochaine compétition), lors d'une compétition majeure, grâce au repêchage ou à la réalisation de l'une des meilleures performances parmi celles des « non qualifiés directement » (grâce au meilleur temps ou à la meilleure distance par exemple) (secondary qualifier)